# Rakaia woodwardi
Rakaia woodwardi is een hooiwagen uit de familie Pettalidae.